# Ескадрені міноносці типу «Імпавідо»
Ескадрені міноносці типу «Імпавідо» (італ. Classe Impavido)) — серія ескадрених міноносців ВМС Італії. Перші есмінці з керованим ракетним озброєнням у складі ВМС Італії.

## Представники
| Корабель                | Виготовлювач                      | Бортове позначення | Закладено           | Спущено             | У строю                | Статус                                 |
| ----------------------- | --------------------------------- | ------------------ | ------------------- | ------------------- | ---------------------- | -------------------------------------- |
| «Імпавідо» «Impavido»   | «Cantiere navale di Riva Trigoso» | D 570              | 10 червня 1957 року | 25 травня 1962 року | 16 листопада 1963 року | Виключений зі складу флоту у 1992 році |
| «Інтрепідо» «Intrepido» | «Ansaldo», Ліворно                | D 571              | 16 травня 1959 року | 21 жовтня 1962 року | 28 липня 1964 року     | Виключений зі складу флоту у 1991 році |

## Конструкція
Ескадрені міноносці керованим ракетним озброєнням типу «Імпавідо» розроблялись на базі есмінців типу «Індоміто», які мали звичайне озброєння. Тому есмінці типу «Імпавідо» зберегли загальну архітектуру корпусу і спарені 127-мм гармати. Але згодом ці гармати замінили на пускові установки RIM-24 Tartar зі 40 ракетами, призначені для ураження повітряних цілей на будь-яких висотах.
Окрім ракетного озброєння, на есмінцях збереглись 4 x 76/62 зенітні гармати OTO Melara. Для боротьби з підводними човнами буди встановлені два строєні 324-мм торпедні апарати.
Есмінці могли нести по одному вертольоту Agusta A.106.
Порівняно із прототипом, есмінці типу «Імпавідо» мали вищу задню димову трубу, щоб дим з неї не заважав системам керування вогнем, розміщеним на даху кормової рубки.
Силова установка складалась з 4 парових котлів «Foster Wheeler» і двох парових турбін потужністю 70 000 к.с., які працювали на 2 гвинти, забезпечуючи максимальну швидкість у 34 вузли.
Парові котли спочатку працювали на лігроїні, потім на дизельному паливі.
У 1974-1977 роках обидва кораблі пройшли модернізацію, під час якої були встановлені нові радіолокатори та системи озброєння.